# Flemingovo pravidlo levé ruky

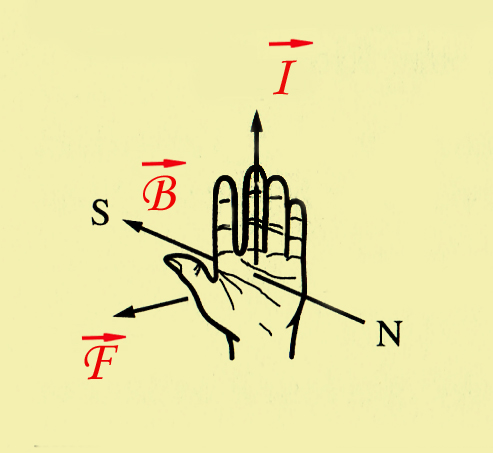
Flemingovo pravidlo levé ruky

Flemingovo pravidlo levé ruky používáme k určení směru magnetické síly, která působí na vodič v magnetickém poli. Je pojmenováno po J. A. Flemingovi.

## Znění Flemingova pravidla levé ruky
„Položíme-li otevřenou dlaň levé ruky na vodič, kterým protéká proud, tak aby prsty ukazovaly směr proudu a indukční čáry vstupovaly do dlaně, odtažený palec ukazuje směr síly, kterou působí magnetické pole na vodič.“ (viz obrázek) nebo:

„Pokud prsty ukazují směr proudu a indukční čáry vnějšího magnetického pole vstupují do dlaně, pak palec ukazuje směr síly, kterou působí vnější magnetické pole na vodič s proudem.“